# Bae Hye-yun
Bae Hye-yun (배혜윤?; Seul, 10 giugno 1989) è una cestista sudcoreana.

## Carriera
Con la Corea del Sud ha disputato i Campionati mondiali del 2014.